# Alice Fletcher
Alice Cunningham Fletcher, född 15 mars 1838, död 6 april 1923, var en amerikansk antropolog (etnolog).

## Biografi

### Ungdomsår
Alice Fletchers far var advokat i New York. Han flyttade till Kuba av hälsoskäl på grund av det milda klimatet på Kuba. Hennes mor kom från en ansedd familj i Boston. Fadern dog 1839 och då flyttade familjen till Brooklyn Heights. Alice Fletcher studerade vid Brooklyn Female Academy och blev lärare. Uppmuntrad av Frederic Ward Putnam, chef för Peabody Museum of Archaeology and Ethnology vid Harvard, blev hon intresserad av nordamerikansk indiankultur och antropologi, särskilt i området för Mississippis och Ohios avrinningsområden. 

### Studier av etnologi och uppdrag inom vetenskapen
Hon blev medlem av Archaeological Institute of America 1879. Hon hjälpte senare Putnam att förvärva den arkeologiska platsen Serpent Mound som blev ett skyddat område. År 1881 undervisade hon vid Carlisle Indian School i Pennsylvania, en grundskola för indianska barn, och från 1881 bodde hon hos siouxerna (Omaha-stammen) som sändebud från Peabody Museum för att forska i deras kultur. Hon fick hjälp av den indianska språkkunnige Susette "Bright Eyes" La Flesche, som också hade översatt  rättegången mot hövdingen Standing Bear. Fletcher adopterade Francis La Flesche, som hon hade ett nära samarbete med. Han bodde i hennes hus i Washington, D.C. från 1890.
År 1882 blev hon assistent i etnologi vid Peabody Museum och 1891 fick hon ett särskilt stipendium (Margaret Copley Thaw Scholarship) av en förmögen donator. 1905 blev hon ordförande för American Folklore Society och 1903 blev hon ordförande för Anthropological Society of Washington. 1923 valdes hon  till vice ordförande för American Association for the Advancement of Science.

### Officiella uppdrag i federala regeringens indianpolitik
År 1883 var hon den amerikanska regeringens agent vid tilldelningen av mark till miwokerna, och 1884 organiserade hon en utställning om indianer vid World Cotton Centennial i New Orleans. År 1886 gjorde hon en officiell resa och besökte Alaskas och Aleuternas ursprungsbefolkning, och 1887 var hon åter federal agent för marktilldelning till Winnebago och Nez Percé, Hon mötte motstånd från hövding Joseph i ett reservat i Idaho, men lät sig inte avskräckas av det. Hon verkade också för indianernas sociala angelägenheter, ordnade små lån och gjorde det möjligt för Susan LaFlesche att studera medicin. Hon var den första indianska kvinnan som blev läkare i USA. Hon kämpade också för Dawes Act 1887. Lagen var avsedd att tillåta indianer att ha ett privat markägande i sina reservat. Detta gav en negativa effekter för indianreservaten eftersom reservaten bröts upp  och markområdena krympte från 150 miljoner acres i Dawes Act till 77 miljoner acres år 1900 till 48 miljoner acres när lagen upphävdes 1934.

### Forskningsområden
Hon forskade om indiansk sång och musik. Tillsammans med sin adoptivson Francis La Flesche anses hon vara en pionjär inom etnologisk forskning om Omaha-stammen, men hon behandlade också andra stammar som pawnee, sioux, chippewa, nez percé, ponca, winnebago och cheyenne. År 1908 grundade hon School of American Archaeology i Santa Fe. Hon satt i redaktionen för The American Anthropologist från 1899 till 1916.